# OneChot
Juan David Chacón (Caracas, Venezuela, 5 de noviembre de 1977), más conocido por su nombre artístico OneChot,  es un músico, compositor y cantante. Este artista está dedicado al World Music. En su estilo convergen el Reggae y el Dancehall.

## Biografía
Juan David Chacón nació en Caracas, Venezuela el 5 de noviembre de 1977. A la edad de 11 años se inició en la guitarra y recibió clases del maestro Gerry Weil. Durante los últimos años de la escuela secundaria participó en el trío Caos y luego en la agrupación Catalepsia.
Su carrera profesional se inició hace dos décadas, como miembro fundador de la banda de reggae Negus Nagast con la cual editó su primer disco titulado Rastafari Fi Salvation (2003) y más tarde I and I ProJah (2007). Fue también miembro de la banda Papashanty Saund System. Con dicha banda editó el disco Ashanty Granpa (2005). 
A partir de 2002, OneChot inició su carrera solista al lado de su banda The BadMan Orchestra. Esa etapa se concretó con un primer disco en 2008, OneChot 1st Shot. Luego produjo Ruff en 2010 y Natural, en 2013, que concluyó luego de que el músico fue objeto del hampa y la violencia local cuando recibió un disparo en la cabeza en la ciudad de Caracas en 2012. Su proyecto musical continuó en 2016 con una nueva producción discográfica que se tituló Social. 
Para 2017, la banda OneChot & The BadMan Orchestra, está conformada por Claudio Leoni (batería y dirección musical), Daniel Romero (bajo), Pedro Juárez (teclados), José Cheo Romero (trombón), José Alfonso Romero (trompeta) y Jesús Vetencourt “Dr. Norrys”  (guitarra y coro). 
En marzo de 2018 nació su hija, Dharana Lucía, y para 2019 salió al mercado su disco, Social. 
OneChot ha actuado en escenarios de diversos países, tales como Holanda, Estados Unidos, Colombia y Jamaica. El artista es miembro de la alianza política, Soy Venezuela. 
En 2023 realiza una presentación en vivo en El Bar Restaurant La Guacamaya, reconocido centro cultural del casco de Chacao en Caracas, fue un concierto intimo y personal acompañado de su amigo el DJ Dr. Norrys.

## Discografía
| Álbum                  | Banda                          | Año  |
| Rastafari fi Salvation | Negus Nagast                   | 2003 |
| Ashanty Granpa         | Papashanty Saund System        | 2005 |
| I and I ProJah         | Negus Nagast                   | 2007 |
| OneChot 1st Shot       | OneChot & The BadMan Orchestra | 2008 |
| Ruff                   | OneChot & The BadMan Orchestra | 2010 |
| Natural                | OneChot & The BadMan Orchestra | 2013 |
| Social                 | OneChot & The BadMan Orchestra | 2019 |